# 天下布武
天下布武（日语：てんかふぶ）是日本戰國時代大名織田信長提出的政治理論。

「天下布武」之印

從字面上解釋，天下布武為「於天之下，遍布武力」（天の下、武を布く）。天下布武通常被解釋成「以武力取得天下」（武力を持って天下を取る），但近年的研究則是解釋成「以武家的政權來支配天下」（武家の政権を以て天下を支配する）居多。信長將自己所在地改名岐阜時，即開始用「天下布武」之印。岐阜的命名是取自古代中國周文王以岐山為根據地、日後君臨天下之意（「阜」為「山丘」之意），由此可窺信長志向。日後，信長以岐阜為根據地，展開往後長達15年的統一日本之路。
日本中世紀的權力關係在公家、寺家、武家之間有複雜的關聯。信長的目標天下布武，可認為其帶有為廢除公家、寺家的權力並正式建立武家政權的意味。為了實現此目標，針對寺家的政策則擊潰一向一揆、於石山合戰擊敗本願寺的顯如等人。而室町幕府位於京都，此一地理條件導致與公家間的深厚關係。從此角度來看，為斷絕此關係而放逐足利義昭也是合理的。